# Rib Lake, Wisconsin (town)
Rib Lake är en kommun (town) i Taylor County, Wisconsin, USA. Staden omger orten Rib Lake, som inte är en del av kommunen. 
1. ↑  United States Census Bureau (red.), USA:s folkräkning 2020, läs online, läst: 1 januari 2022.[källa från Wikidata]